# Karel Dierickx
Karel Dierickx  (Gent, 19 april 1940 - Gent, 6 december 2014) was een Vlaams kunstschilder en beeldhouwer. Hij werkte tussen figuratie en abstractie. Al van in de jaren tachtig zette hij zich af tegen de conceptuele kunst.

## Levensloop
Tijdens zijn studie aan de Rijksnormaalschool van Gent krijgt Dierickx les van Octave Landuyt die aanvankelijk veel invloed op hem heeft. In 1984 vertegenwoordigt hij België op de Biënnale van Venetië. Vanaf 1995 werkt hij samen met de Duitse Galerie Hachmeister, met wie hij participeert aan belangrijke internationale Kunstbeurzen, onder meer in Keulen, Basel, Parijs en Madrid. 
Voor bibliofiele uitgaven illustreert hij poëzie en proza van Roland Jooris, Stefan Hertmans, Leonard Nolens, Luuk Gruwez, Paul De Wispelaere, Chris Yperman e.a. Van in de jaren zeventig tot aan zijn pensioen in 1999 is hij docent aan de Gentse Kunstacademie, waar onder meer Wim Delvoye tot zijn leerlingen behoorde.
In 1995 is hij gastdocent schilderkunst aan het 'KANAZAWA College of Arts' in Japan. Datzelfde jaar wordt hij aangesteld tot lid van de Koninklijke Vlaamse Academie van België voor Wetenschappen en Kunsten. 
Hoewel zijn kunst eigentijds is, sluit zij aan bij de Vlaamse traditie en richt zich op de klassieke onderwerpen: landschap, stilleven en portret. Een steeds terugkerend thema in zijn werken is de vergankelijkheid.
Hij overleed op 74-jarige leeftijd in zijn geboortestad. Postuum werd er onder de titel ‘Voorstelbare werkelijkheid’ een hommagetentoonstelling gehouden in het museum Roger Raveel te Machelen.

## Onderscheidingen
- 1962 laureaat van de Jeune Peinture Belge.[2],
- 1963 Godecharleprijs[3].

## Werk in openbare collecties (selectie)
- Koninklijke Musea voor Schone Kunsten van België, Brussel, België[4]
- Stedelijk Museum voor Actuele Kunst, Gent, België[5]
- LWL-Museum für Kunst und Kultur, Münster, Duitsland